# Mannes Francken
Herman Jean Marie (Mannes/Mannus) Francken (Plantage Limburg, Malang, 20 mei 1888 – Bloemendaal, 19 november 1948) was een Nederlands voetballer. Hij kwam 22 keer uit voor het Nederlands elftal en maakte daarin 17 doelpunten.

## Gezinsleven
Hij was zoon van Jacobus Marinus Wilhelmus Francken (directeur van cultuurmaatschappij) en Jacoba Johanna Huberta Kervel, wonende op Java. Gezien zijn verdere carrière is het opmerkelijk, dat hij vanwege gebreken werd afgekeurd voor militaire dienst. Hij trouwde met Catharina Dienst Lorgion, achterkleinkind van Evert Jan Diest Lorgion. Zijn verklaring van overlijden meldt dat hij “directeur van een handelsonderneming” was.
Het gezin kwam toen hij zeven jaar was voor een verlof naar Nederland, maar ging zonder Mannes terug. Hij bezocht de school aan het Kenaupark in Haarlem en vervolgens naar de gemeentelijke HBS. Hij ging daarna de agenturenhandel in, maar de Eerste Wereldoorlog zorgde voor een gebrek aan inkomsten. Reden waarom hij in 1916 terugkeerde naar Nederlands-Indië en aldaar trouwde. Hij ging naar de cultuurmaatschappijen van de familie op Java. Zijn beroepsmatig leven is echter vrijwel onbekend gebleven ten opzichte van zijn voetballoopbaan.

## Voetbal
Francken was een van de grote sterspelers uit de beginjaren van het Nederlandse voetbal. Hij speelde vanaf 1905 bij de (destijds nog niet Koninklijke) club HFC, nadat hij al eerder opviel in het juniorenelftal; trainer Wijnand van Waveren zag zijn talent meteen.  
Je moet morgen maar eens meespelen in het eerste elftal
In zijn eerste seizoen bij de club was hij keeper, maar al snel werd hij een succesvol voorhoedespeler (linksbinnen). Het elftal kreeg bijnamen die op hem wezen “De club van Mannes” en “Mannes c.s.”; overigens geheel tegen zijn zin; hij was bescheiden van aard en bouw. Hij speelde ook soms op de posities linksbuiten, middenvoor en af en toe ook halfback.
Francken maakte zijn debuut in Oranje in de derde officiële interland, op 29 april 1906. Deze uitwedstrijd tegen België werd met 5-0 verloren. Hij maakte zeventien interlandgoals voor Oranje, waarmee hij tijden in de Topscorers top tien van Oranje stond. In de periode 1913 tot 1935 was hij met die 17 treffers de topscorer van Oranje, hij werd opgevolgd door Leen Vente (met 18). Ook zijn drie broers, Harry, Jacques en Peddy speelden bij HFC. Jacques Francken heeft ook voor het Nederlands elftal één wedstrijd gespeeld, waarin hij eenmaal scoorde. Hij stond ook hoog in de lijst van jongste spelers die debuteerden in Oranje; hij was 17 jaar en 344 dagen. 

### Overzicht interlandcarrière
| Datum      | Wedstrijd             | Uitslag            |
| ---------- | --------------------- | ------------------ |
| 29-04-1906 | België - Nederland    | 5–0                |
| 13-05-1906 | Nederland - België    | 2–3                |
| 10-05-1908 | Nederland - Frankrijk | 4–1                |
| 25-10-1908 | Nederland - Zweden    | 5–3 (1 doelpunt)   |
| 21-03-1909 | België - Nederland    | 1–4                |
| 12-04-1909 | Nederland - Engeland  | 0–4                |
| 25-04-1909 | Nederland - België    | 4–1                |
| 11-12-1909 | Engeland - Nederland  | 9–1                |
| 13-03-1910 | België - Nederland    | 3–2                |
| 10-04-1910 | Nederland - België    | 7–0 (3 doelpunten) |
| 24-04-1910 | Nederland - Duitsland | 4–2                |
| 16-10-1910 | Duitsland - Nederland | 1–2                |
| 19-03-1911 | België - Nederland    | 1–5 (3 doelpunten) |
| 02-04-1911 | Nederland - België    | 3–1 (2 doelpunten) |
| 17-04-1911 | Nederland - Engeland  | 0–1                |
| 10-03-1912 | België - Nederland    | 1–2                |
| 16-03-1912 | Engeland - Nederland  | 4–0                |
| 24-03-1912 | Nederland - Duitsland | 5–5 (2 doelpunten) |
| 28-04-1912 | Nederland - België    | 4–3 (3 doelpunten) |
| 17-11-1912 | Duitsland - Nederland | 2–3 (2 doelpunten) |
| 09-03-1913 | België - Nederland    | 3–3 (1 doelpunt)   |
| 15-03-1914 | België - Nederland    | 2–4                |

## Later leven
In 1916 vertrok Francken naar Nederlands-Indië. Hij kwam in de jaren dertig weer naar Nederland en speelde nog een keer in het elftal van oud-internationals. Hij overleed in 1948 in zijn woning aan de Vondellaan 25 Aerdenhout, gemeente Bloemendaal. Zijn overlijden was landelijk nieuws. Hij werd begraven op het Sint Adelbertskerkhof in Bloemendaal.
Net als zijn vader en broer Jacques was hij betrokken bij de NV Cultuur-Maatschappij Kalie Djompo(-Djember); hij was er vanuit Haarlem commissaris.